# تاريخ قبب النهضة الإيطالية

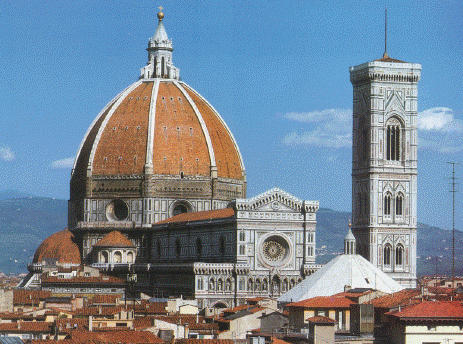
قبة كاتدرائية فلورنسا، فلورنسا.

صُمّمت قبب النهضة الإيطالية خلال عصر النهضة في القرنين الخامس والسادس عشر في إيطاليا. بدءًا من مدينة فلورنسا، ثم امتد النمط إلى روما والبندقية وصنع مزيجًا من الأشكال الهيكلية القياسية للقبة والعقادة (السقف المعقود).
برز خلال عصر النهضة الإيطالية عدة مهندسين معماريين: فيليبو برونليسكي، باني قبة كاتدرائية فلورنسا، دوناتو برامانتي وأندريا بالاديو وميكيلانجلو، مصمم قبة كاتدرائية القديس بطرس.

## القرن الخامس عشر

### كاتدرائية فلورنسا
أصبح فيليبو برونليسكي ولورنزو جبرتي بعد سنواتٍ من النظر في خياراتهم، قائدين مشتركين لمشروع بناء قبة كاتدرائية فلورنسا في عام 1420. نجحت خطة برونليسكي في استخدام الحاملات الخشبية المعلقة للعمال بدلًا من الطرق التقليدية مثل: بناء عمود دعم حجري مؤقت في مركز المعبر أو ملء المساحة بالأرض. بُني القبو المُزيّن بين عامي 1420 و 1436، مع استقالة غيبرتي في عام 1433. لم يُشغّل فانوس السقف فوق القبة، والذي صممه أيضًا برونليسكي، إلا بعد وفاته في عام 1446. انتهى بناؤه في عام 1467. كان يخطط أيضًا لإنشاء معرض خارجي مكون من طابقين وإفريز في الجزء العلوي من الأسطوانة وهناك يمكن رؤية طوق من الحجارة العارية غير المصقولة اليوم. على الرغم من أن جزءًا منه بُني على الجانب الجنوبي الشرقي بدءًا من عام 1508، إلا أن العمل توقف بعد التأثيرات البصرية لميكيلانجلو.
يبلغ عرض القبة 42 مترًا وهو مصنوعٌ من هيكلي بناء بينهما سلّم، وثمانية أضلاع خارجية من الحجر الأبيض مُحدِّدة لحواف الجوانب الثمانية، إلى جانب سقف البلاط الأحمر، وممتدة من قاعدة القبة إلى قاعدة القُبيبة. يخفي كل جانب من الجوانب الثمانية للقبة زوجًا من الأضلاع الحجرية المتصلة بالأضلاع الرئيسية عن طريق سلسلة من حلقات البناء. تعمل ثلاث سلاسل أفقية من كتل الحجر الرملي المحززة معًا والمدعمة بالحديد المطلي بالرصاص أيضًا على تمديد محيط القبة بالكامل: واحدة في القاعدة (هناك تبرز الدعامات الشعاعية من هذه السلسلة إلى الخارج) وواحدة على ثلث الطريق إلى أعلى القبة، والثالثة على ثلثي الطريق نحو القبة. وقد لوحظت أربعة شقوق كبيرة فقط على القبة الداخلية، مقارنةً بوجود نحو أربعة عشر شقًا على قبة البانتيون وكاتدرائية القديس بطرس.
رغم أن تصميم القبب مختلف تمامًا عن تلك الموجودة في تصميم البانتيون ومن غير الواضح ما هي التأثيرات، إلا أنه يشترك في بعض أوجه التشابه مع القبب الأصغر في بلاد فارس.
يسمح استخدام نمط الزخرفة المتعرجة كوحدات ذاتية الدعم بإكمال الأجزاء الأفقية القصيرة من طبقات القبة. تُصنّف هذه القبة كأكبر قبة مبنية على الإطلاق مع ارتفاعها البالغ أكثر من 32 متر. لا تُمثَّل القبب في حد ذاتها أسلوب عصر النهضة، رغم أن الفانوس كان أقرب إلى ذلك.

### الهيكلية والأسلوب
طُوِّر مزيجٌ من القبة والأقبية والحنية الكروية (المثلث الكروي) والعقادة (السقف المعقود) كأشكال هيكلية مميزة لكنائس عصر النهضة الكبيرة بعد فترة من الابتكار في أواخر القرن الخامس عشر. كانت أول مدينةٍ إيطاليةٍ تطور الأسلوب الجديد هي فلورنسا، تليها روما، ثم البندقية. أصبحت الأقواس نصف الدائرية منذ أواخر القرن الخامس عشر المفضّلةَ في ميلانو، بينما أصبحت القبب الدائرية أقل نجاحًا نتيجةً للصعوبات البنيوية مقارنةً بتلك ذات الجوانب المدببة.

#### فلورنسا
معظم الأمثلة عن فلورنسا هي من عصر النهضة المبكر، في القرن الخامس عشر. بينما أنتجت المدن الواقعة داخل منطقة نفوذ فلورنسا، مثل: جنوة وميلانو وتورينو، نماذج في وقتٍ لاحقٍ من بداية القرن السادس عشر. أسست القبب التي صمَّمها فيليبو برونليسكي في كنيسة القديس لورينزو ومعبد باتزي العناصر الأساسيّة في هندسة عصر النهضة. توضح خطته لقبة كنيسة القديس لورينزو في سانتا كروس، فلورنسا (1430–1450 ) حماس عصر النهضة للهندسة والأشكال الدائرية كشكلٍ من أشكال الهندسة العليا. تقع القبة الدائرية على الحنية الكروية مزينة بميدالياتٍ كبيرةٍ دائرية من الخزف الفلورنسي. يصبح هذا التركيز على الأساسيات الهندسية مؤثرًا جدًا فيما بعد. تتميز قبة سيرتوزا دي بافيا (1396–1473) بتصميم عجلاتٍ مضلعة أو برمقية. قبة القدّيس تشيسا دي سان سيستو في بياتشينزا (1499–1514 ) دائرية الشكل وتشمل أيضًا حنياتٍ كرويةٍ ذات ميدالياتٍ كبيرةٍ دائرية. ومن الأمثلة المبكرة الأخرى: تصميم جوليانو دا سانجالو في عام 1485 لقبةٍ على كنيسة القدّيسة ماريا ديلي كارسري في براتو. توجد قبة أخرى من عصر النهضة ذات تصميم مُضلّع هي: قبة كنيسة القدّيسة ماريا دي كامبانيا في بياتشينزا (1522-1528).

#### روما
توصي الأطروحة المعمارية الكلاسيكية المكتوبة من قبل ليون باتيستا ألبيرتي والمُخصصة للبابا نقولا الخامس في نحو عام 1452، بالحفاظ على الكنائس، كما في البانتيون، والتصميم الأول لقبة في القديس. عادة ما تنسب إليه كنيسة بيتر في روما، على الرغم من أنها مُسجَّلة باسم المهندس المعماري برناردو روسيلينو. بدأت أعمال البناء بين عامي 1451 و 1455 في عهد البابا نقولا الخامس، على امتداد كنيسة القديس بطرس القديمة لإنشاء مخطط الصليب المسيحي مع قبة وفانوس بعرض يبلغ نحو 24.5 متر. أُنجزَ أكثر بقليل من الأساسيّات والدعامات وجزء من جدران مجلس المنشدين قبل توقف العمل نتيجةً لوفاة نقولا الخامس.
تُوِّجَ هذا الابتكار لاحقًا بمشاريع المهندس المعماري الإيطالي دوناتو برامانتي لإنشاء كنيسة القديس بيتر الجديدة تمامًا، وحلّت مجموعة النهضة المكونة من القبب والحنيات الكروية طوال القرن السادس عشر محل استخدام الأقبية القوطية المضلعة.

#### البندقية
دُمِجت هندسة العمارة أثناء عصر النهضة في البندقية مع التقاليد المعمارية الموجودة في النفوذ الشرقي، التي ربما تأخرت بسبب الاستقلال السياسي للمدينة. صمم بيترو لومباردو كنيسة القديسة ماريا دي ميراكولي (1481–1989 ) مع قبة فوق غرفة المُقدّسات. كانت قبة البناء الموجودة على أسطوانة مسطحة مغطاة بقبة خشبية خارجية طويلة مع فانوس. وُجدَ تأثير فن العمارة البيزنطية بشكلٍ واضحٍ في القبب الثلاثة فوق وخلال صحن كنيسة سان سلفادور، بين عامي 1506 و 1534 من قبل جورجيو بيترو سبافينتو وتوليو لومباردو.

## القرن السادس عشر

### برامانتي
بُني المعبد، وهو عبارة عن مبنى صغير مقبب على نمط معبد فيستا في عام 1502 من قبل برامانتي في دير القديس بيترو في مونتوريو لإحياء ذكرى موت القديس بطرس. ولقد ألهم العديد من النسخ والتعديلات منذ ذلك الحين، بما في ذلك قمرة رادكليف، والضريح في قلعة هاورد، وقباب كنيسة القديس بطرس وكاتدرائية القديس بولس والبانثيون (مقبرة العظماء في باريس) وكابيتول الولايات المتحدة (الكونغرس). كان تصميم  برامانتي الأولي لإعادة بناء كنيسة القديس بطرس مخصصًا لخطة متقاطعة يونانية ذات قبة نصف كروية مركزية كبيرة وأربع قبب أصغر حولها بنمط كوينكونكس. بدأ العمل في عام 1506 واستمر في ظل تعاقب البنائين على مدار 120 عامًا. تراوحت مصادر الإلهام المقترحة لخطة برامانتي ما بين السكيتشات الخاصة بليوناردو دا فينشي والكنيسة البيزنطية كوينكونكس وقبة كنيسة سان لورينزو في ميلانو. أكمل الركائز الأربعة الضخمة المركزية والأقواس التي تربطهم بحلول عام 1512، ولكن اكتُشف تصدّع في الأقواس ما بين عامي  1514و1534، ربما بسبب عدم الاستقرار.